# Ktesibios van Alexandrië

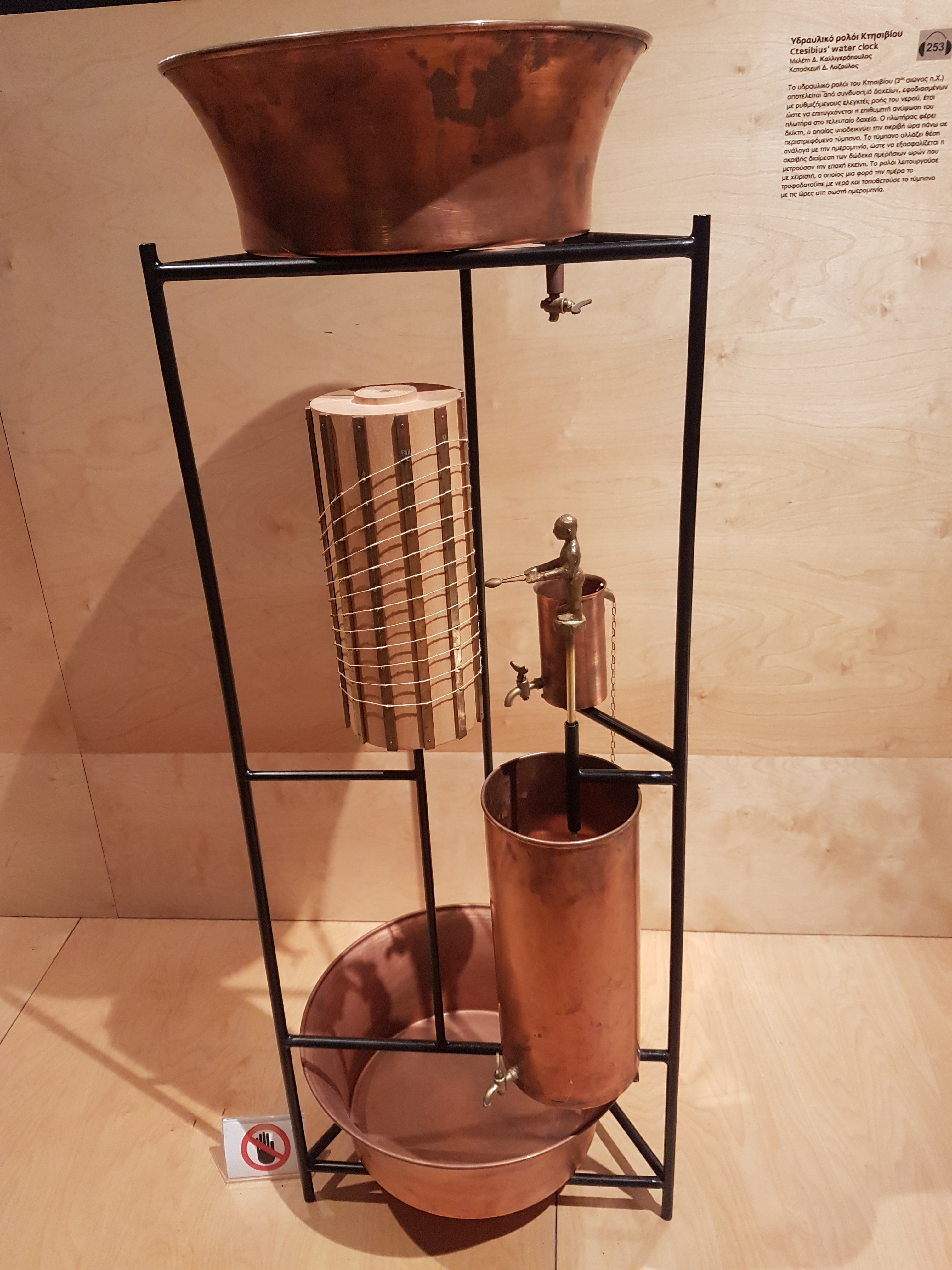
Waterklok naar het concept van Ktesibios; reconstructie in het Technisch museum van Thessaloniki

Ktesibios (Oudgrieks: Κτησίβιος; verlatijnst ook wel Ctesibios of Ctesibius genoemd) (285 v.Chr. - 228 v.Chr.) was een Hellenistische wetenschapper, technicus, uitvinder en wiskundige uit Alexandrië in Ptolemaeïsch Egypte die leefde en werkte in de 3e eeuw v.Chr.
Hij schreef de eerste verhandelingen over de wetenschap van de gecomprimeerde lucht en het gebruik daarvan in pompen. Dat leverde hem in combinatie met zijn werk op het gebied van de elasticiteit van de lucht, 'Over de pneumatiek', de titel op van "vader van de pneumatiek". Niets van zijn schriftelijke werk, waaronder zijn Memorabilia, een compilatie van zijn onderzoek dat werd geciteerd door Athenaeus van Naucratis, is bewaard gebleven.  
Ktesibios werkte onder de Egyptische koningen Ptolemaeus I Soter en Ptolemaeus II Philadelphus in het Alexandrijnse Museon. Hij geldt als een van de eerste technici. Een van zijn leerlingen was Philon van Byzantium.
Ktesibios, de Edison van de Hellenistische wereld, maakte een beroemd wateruurwerk en ook een waterorgel. Verder vond hij ook een wagen met afstandsmeter (hodometer) uit.

## Verwijzingen in de Oudheid
Verwijzingen naar Ktesibios en zijn werk vinden we terug bij Vitruvius, Athenaeus van Naucratis en Philon van Byzantium, die opmerkt dat de eerste ingenieurs, zoals Ktesibios, het grote voordeel hadden dat ze onder koningen werkten die technische innovaties steunden. Hero van Alexandrië,  de laatste van de ingenieurs van de oudheid (1ste eeuw na Christus) en Proclus, de commentator op Euclides van Alexandrië in de vijfde eeuw na Christus, noemen Ktesibios eveneens. 